# فلفل‌سیاهیان
فلفل‌سیاهیان (به انگلیسی: Piperaceae) تیره‌ای از فلفل‌سیاه‌سانان علفی یا بالارونده گیاه چوبی با هفت یا هشت سرده و حدود ۲۰۰۰ گونه و پراکنش گرمسیری که گیاهان آنها بودار و گلهای کوچک آنها در گل‌آذین سنبلچه آرایش یافته‌است.